# Stefania Łącka
Stefania Łącka (ur. 6 stycznia 1914 w Woli Żelichowskiej, zm. 7 listopada 1946 w Krakowie) – polska redaktorka międzywojennego tygodnika diecezji tarnowskiej „Nasza Sprawa”, nauczycielka, więźniarka obozu koncentracyjnego Auschwitz-Birkenau, nazywana „Aniołem z Auschwitz” oraz Służebnica Boża Kościoła katolickiego.

## Życiorys
Stefania Łącka urodziła się w Woli Żelichowskiej. Była córką Agnieszki i Antoniego Łąckich, małżeństwo posiadało jeszcze dwóch synów. Ojciec brał udział w I wojnie światowej, a zmarł 20 października 1921. Naukę szkolną rozpoczęła Stefcia w dwuklasowej szkole w rodzinnej miejscowości. Do kolejnych klas uczęszczała w Gręboszowie. Od jesieni 1926 uczyła się w Dąbrowie Tarnowskiej, gdzie ukończyła siedmioklasową szkołę powszechną. Następnie w 1928 r. zaczęła uczyć się w I Prywatnym Seminarium Nauczycielskim Żeńskim im. Bł. Kingi w Tarnowie. Działała w harcerstwie i Sodalicji Mariańskiej. W latach 1931–1932 prowadziła kronikę hufca żeńskiego (w szkole miał siedzibę), została hufcową sekretarką. Była redaktorką szkolnego miesięcznika Złota Nić. Maturę zdała w 1933.
W latach 1933–1939 pracowała jako redaktorka tygodnika diecezji tarnowskiej „Nasza Sprawa”, w którym zatrudnił ją ks. Józef Chrząszcz. Redagowała również dodatek dla dzieci „Króluj nam Chryste”. W ramach zleconych obowiązków podróżowała po diecezji. Odwiedziła również Wilno, Rzym i Budapeszt.
Po wybuchu II wojny światowej wydawanie czasopisma zostało wstrzymane. Stefania przeszła do pracy w drukarni.
Za udział w konspiracyjnej pracy Stefania Łącka wraz z redakcją została aresztowana i osadzona 16 kwietnia 1941 roku w więzieniu w Tarnowie. Po rocznym pobycie w więzieniu została wywieziona do niemieckiego obozu koncentracyjnego KL-Auschwitz. Deportowana jednym z pierwszych transportów kobiet z Tarnowa i Krakowa w kwietniu 1942 roku. Nadano jej numer obozowy 6886. W sierpniu 1942 roku przeniesiona do sektora dla kobiet w nowo otwartym obozie Birkenau. Wiosną 1943 roku zachorowała na dur brzuszny. Po odzyskaniu zdrowia pracowała jako pielęgniarka. Znała język niemiecki, została sekretarką (niem. Schreiberin) bloku nr 23, ratując często życie współwięźniarek. Po ucieczce z ewakuowanego w styczniu 1945 r. obozu, Stefania Łącka powróciła do rodzinnego domu w lutym 1945 roku.
Spełniając swe marzenia rozpoczęła jesienią 1945 studia na wydziale polonistyki Uniwersytetu Jagiellońskiego. Będąc na studiach zachorowała, co było skutkiem wyczerpania organizmu, jakiego doznała w czasie pobytu w obozowej niewoli.
Zmarła w szpitalu w Krakowie 7 listopada 1946 r. Cztery dni później odbył się pogrzeb. Ciało spoczywa na cmentarzu parafialnym w Gręboszowie.

## Upamiętnienie
W wydaniu z 30 kwietnia 1974 r. Słowo Powszechne opublikowało tekst Anioł w pasiaku poetki Marii Kozaczkowej. Artykuł nie wywołał reakcji czytelników. Kolejne publikacje prasowe, autorstwa Heleny Noskowicz, pojawiły się w popołudniówce Echo Krakowa. Artykuł Zasłużyła na pamięć wydrukowano 22 sierpnia 1978 r., a artykuł Wiele razy padło: zawdzięczam jej życie – 15 grudnia 1978 r.
17 maja 1981 r. odsłonięto w kościele parafialnym w Gręboszowie tablicę upamiętniającą Stefanię Łącką. Następnym krokiem do zapoznania społeczeństwa z postacią Stefanii Łąckiej było w 1993 nadanie jej imienia szkole w Gorzycach. Po reformie polskiego szkolnictwa z 1999 roku, kiedy szkołę podstawową w Woli Żelichowskiej przekształcono w publiczne gimnazjum, Stefania w rodzinnych okolicach stała się bardziej znana. Staraniem dyrektor publicznego gimnazjum w Woli Żelichowskiej 15 czerwca 2003 roku nadano mu imię Stefanii Łąckiej. W szkole, na piętrze na wprost schodów, widnieje tablica upamiętniająca Stefanię Łącką, odsłonięta w 1981 staraniem miejscowej społeczności.
W latach 2016–2018 powstał film dokumentalno-fabularyzowany Stefania Łącka. Serce w pasiaku w reżyserii Dawida Szpary. Prapremiera obrazu odbyła się w kinie „Sokół” w Dąbrowie Tarnowskiej dnia 29 września 2018.

## Proces beatyfikacyjny
Z inicjatywy parafii Wniebowzięcia Najświętszej Maryi Panny w Gręboszowie oraz diecezji tarnowskiej powstała propozycja wyniesienia jej na ołtarze. Konferencja Episkopatu Polski na 384. zebraniu plenarnym w Warszawie, które odbyło się w październiku 2019, na prośbę biskupa tarnowskiego Andrzeja Jeża, wydała pozytywną opinię w sprawie rozpoczęcia procesu jej beatyfikacji. W tej sytuacji bp Jeż wydał specjalny edykt, w którym zaapelował o przekazanie wszelkich materiałów dokumentalnych mogących pomóc w przeprowadzeniu tego procesu. Postulatorem procesu na szczeblu diecezjalnym mianowano ks. prof. Stanisława Sojkę. Sesja rozpoczynająca proces beatyfikacyjny odbyła się 8 września 2021 w bazylice katedralnej Narodzenia Najświętszej Maryi Panny w Tarnowie, a przewodniczył jej bp Jeż. Od tej pory przysługuje jej tytuł Służebnicy Bożej. 4 czerwca 2024 w kaplicy Wyższego Seminarium Duchownego w Tarnowie bp Jeż zakończył proces beatyfikacyjny na szczeblu diecezjalnym, po czym akta procesowe zostały przekazane do watykańskiej Dykasterii Spraw Kanonizacyjnych, celem dalszego postępowania.

## Galeria

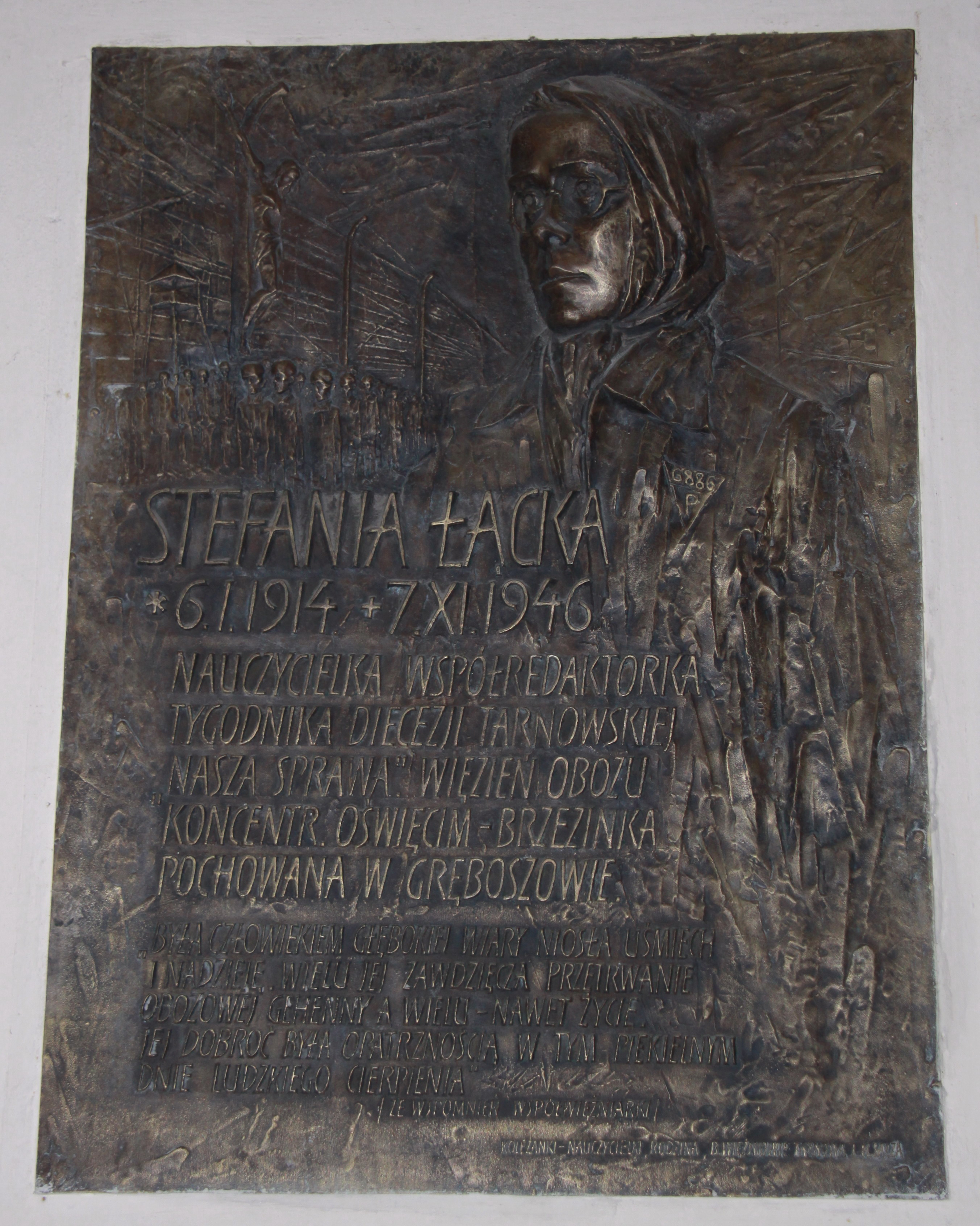
Epitafium Stefanii Łąckiej w kościele w Gręboszowie
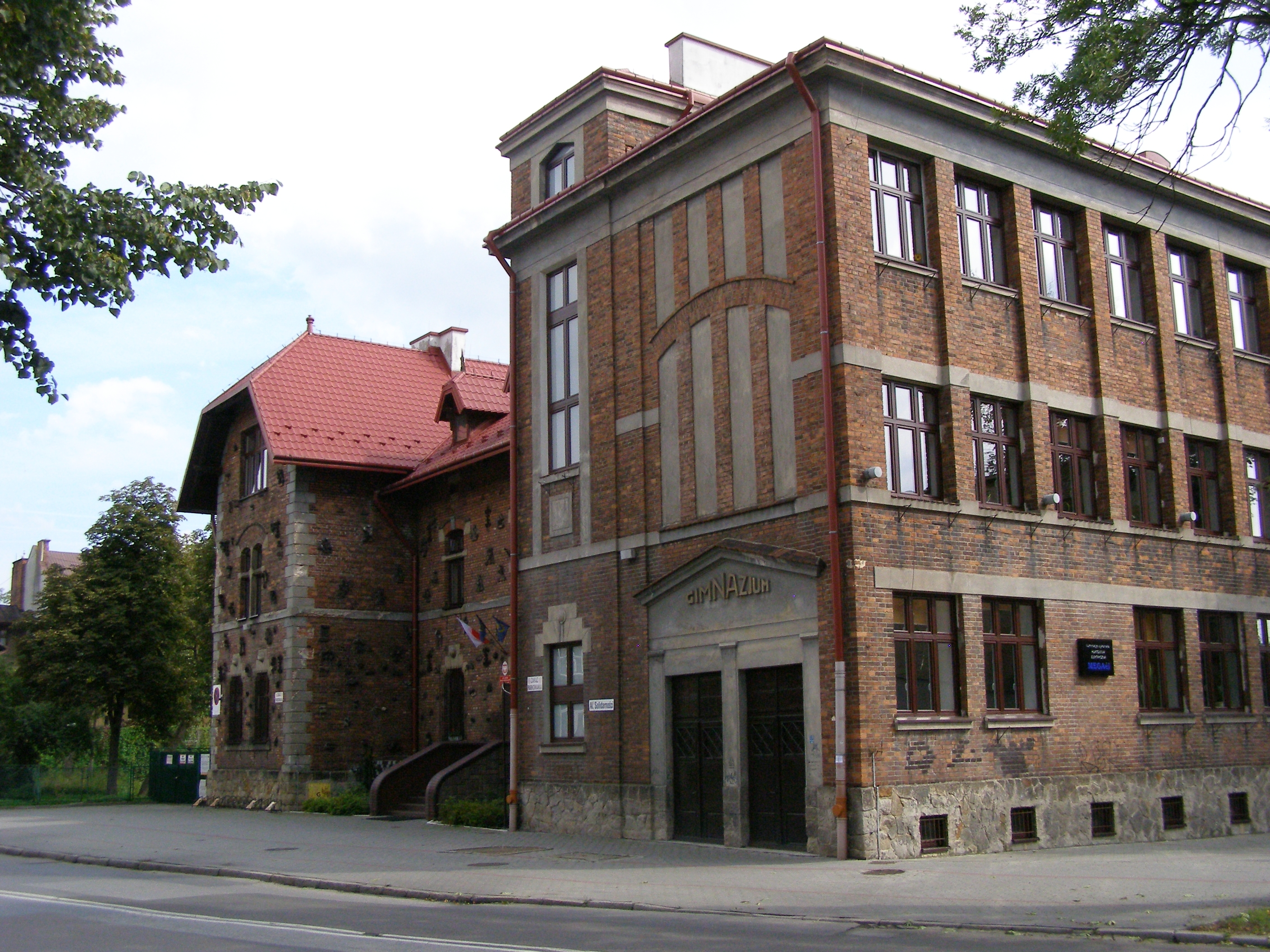
W tym tarnowskim budynku byłego Seminarium Nauczycielskiego Stefania Łącka uczyła się do matury (2018 - siedziba XVI Liceum Ogólnokształcącego, wcześniej siedziba II LO.)
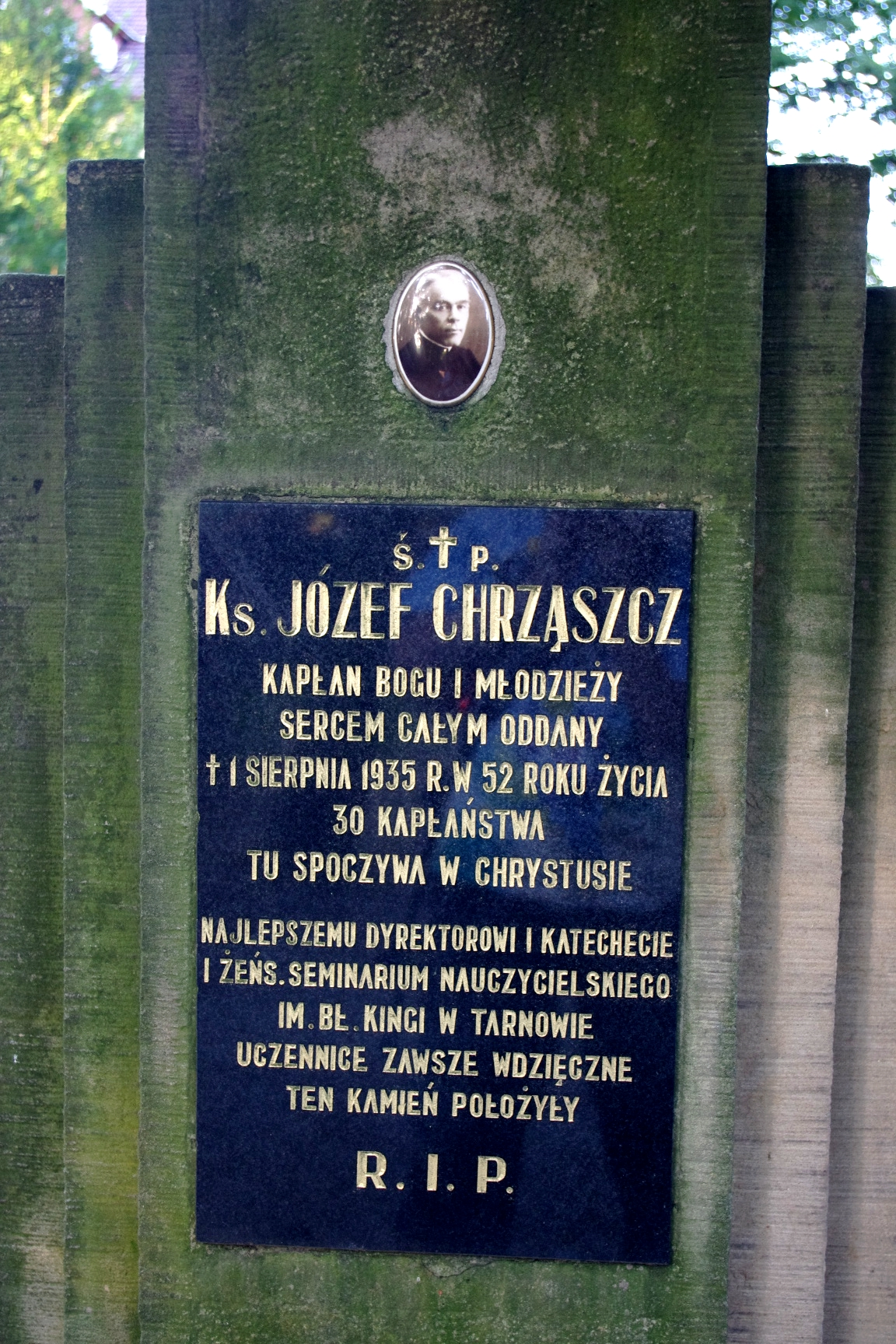
Nagrobek dyrektora Seminarium Nauczycielskiego ufundowany przez byłe uczennice.
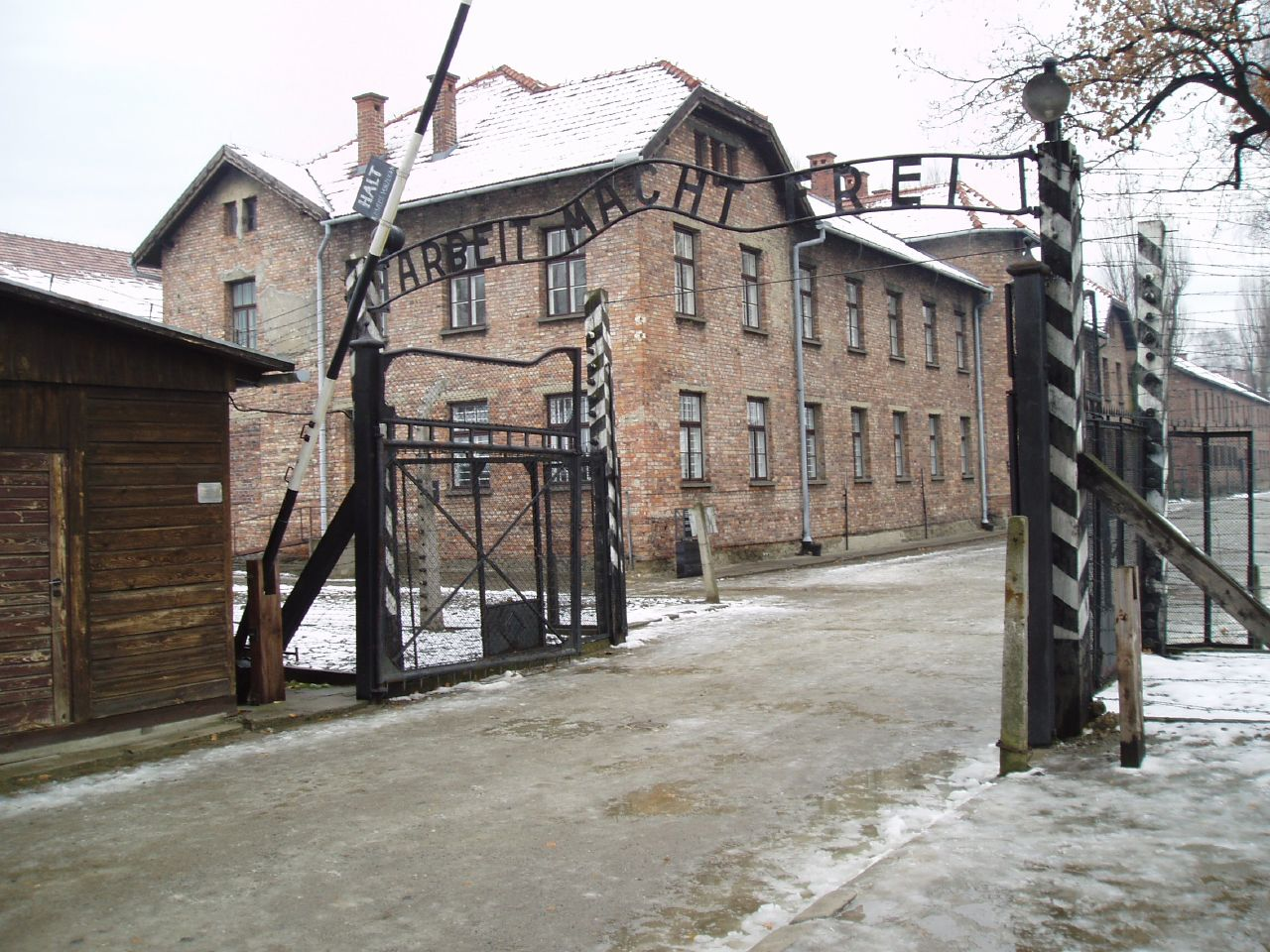
Brama wjazdowa do obozu Auschwitz I, gdzie Łącka znajdowała się od kwietnia 1942.
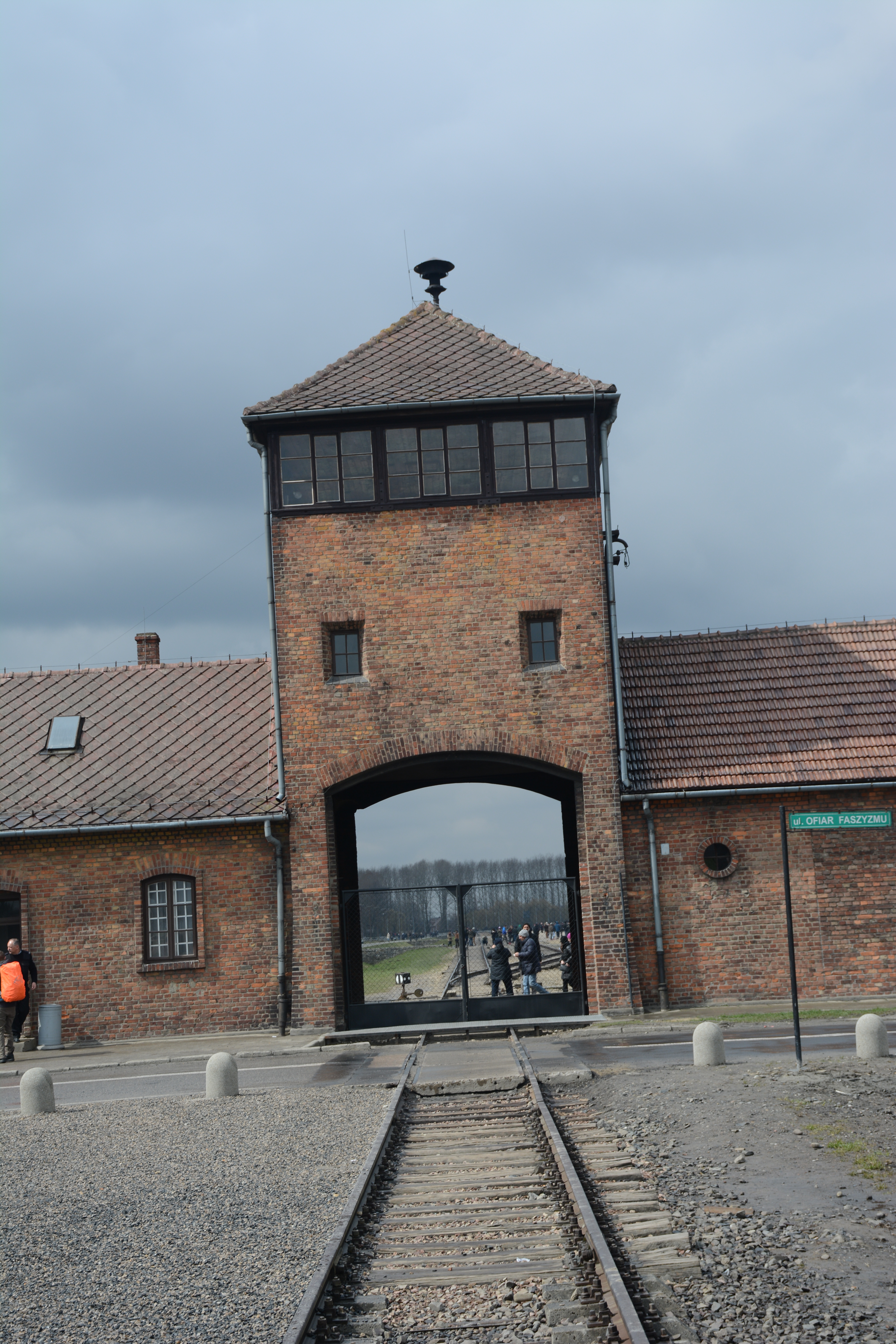
Brama wjazdowa do obozu w Brzezince, gdzie Stefania przebywała od sierpnia 1942.
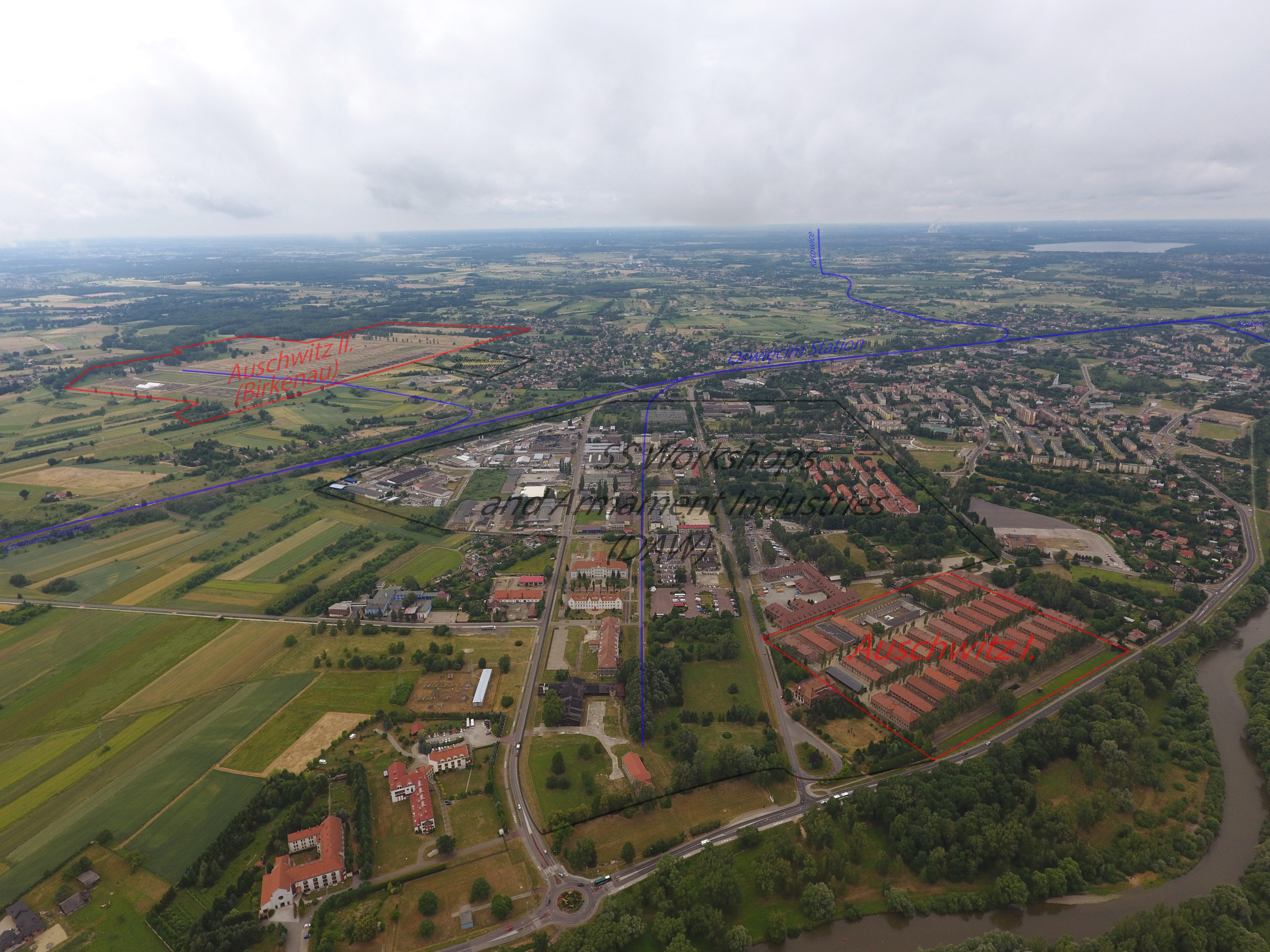
Fotografia lotnicza KL Auschwitz-Birkenau
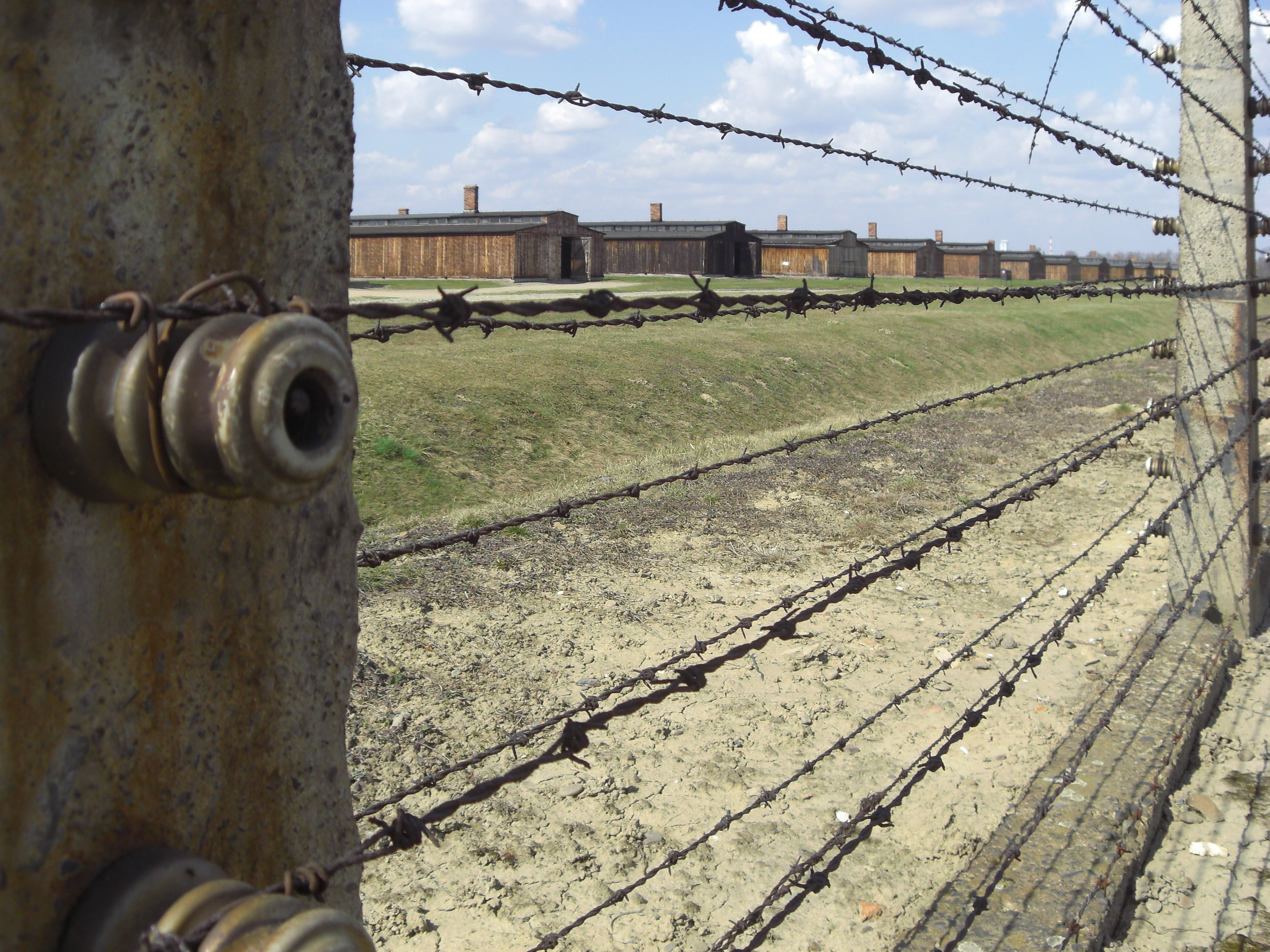
Baraki obozowe w Brzezince. W styczniu 1945 Stefania podjęła udaną próbę ucieczki z obozu.
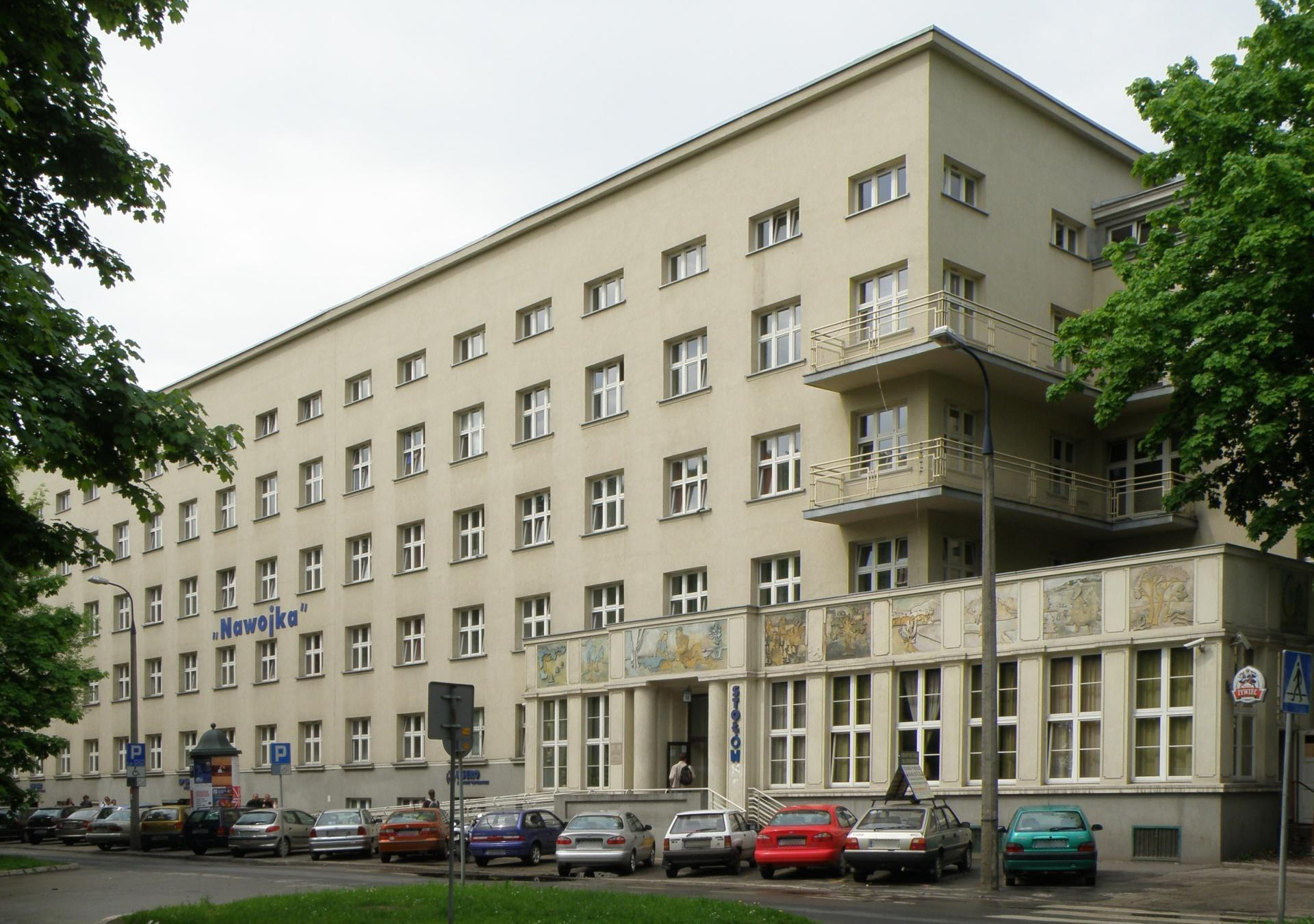
Podczas studiów w Krakowie Stefania mieszkała w domu studenckim dla studentek, znajdującym się przy ulicy Reymonta.